# 퓔리니몽트라셰

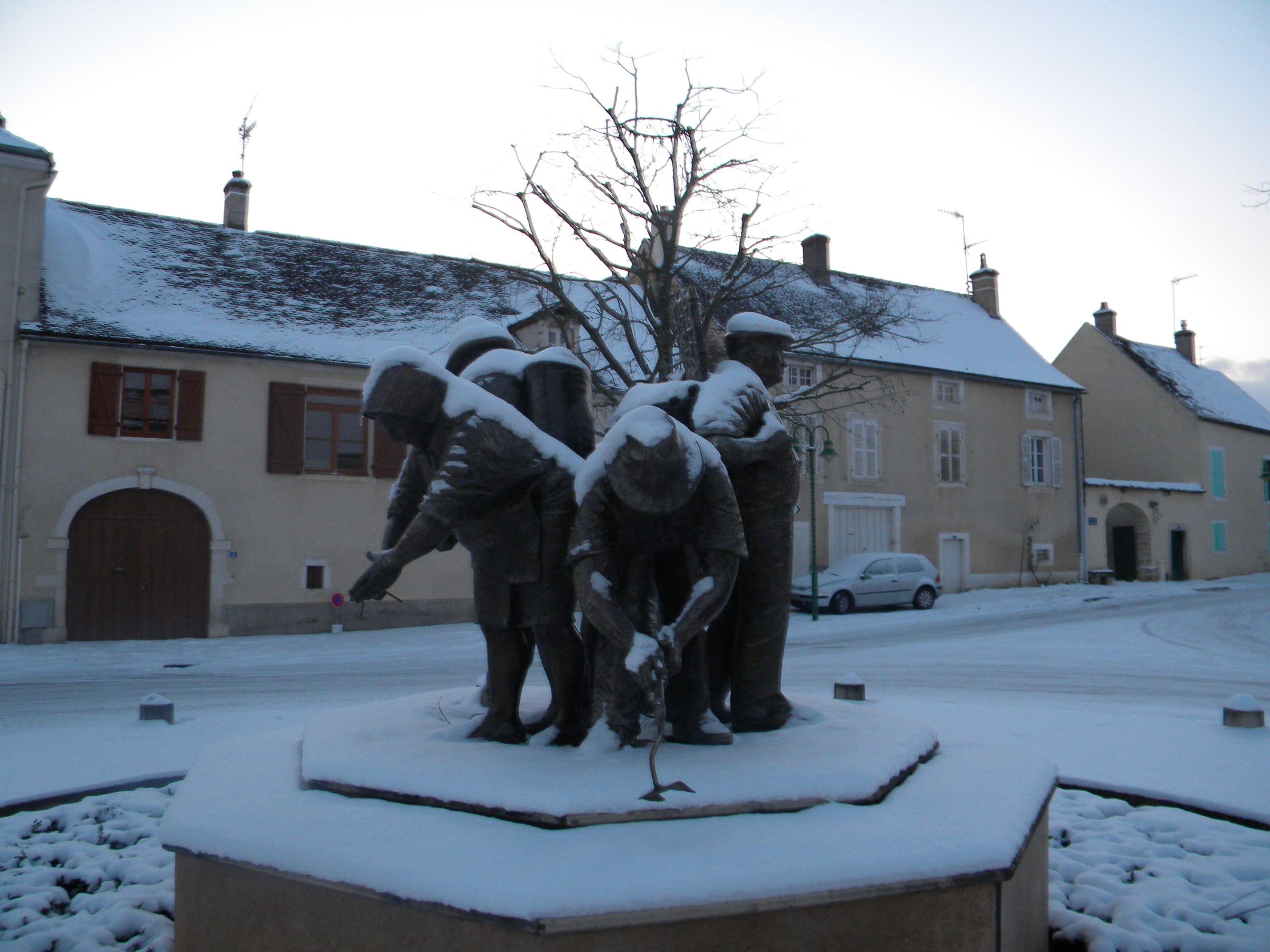
퓔리니몽트라셰

퓔리니몽트라셰(프랑스어: Puligny-Montrachet)는 프랑스 부르고뉴 코트도르주에 위치한 도시로 면적은 7.28km2, 인구는 424명(2008년 기준), 인구 밀도는 58명/km2이다.
코트도본(Côte de Beaune)의 중간 지대에 위치한다. 부르고뉴 포도주를 생산하는 포도원 단지인 몽트라셰(Montrachet)로 유명한 곳이다.

## 인구
| 연도 | 인구  | ±%    |
| ---- | ----- | ----- |
| 550  | 1,968 | —     |
| 597  | 1,975 | +0.4% |
| 528  | 1,982 | +0.4% |
| 528  | 1,990 | +0.4% |
| 466  | 1,999 | +0.5% |
| 464  | 2,008 | +0.5% |
| 424  |       | —     |

## 같이 보기
- 코트도르주의 코뮌 목록
- 프랑스 와인
- 부르고뉴 포도주